# Arbell
Arbell és una masia de Vilanova de Sau (Osona) inclosa a l'Inventari del Patrimoni Arquitectònic de Catalunya.

## Descripció
Edifici civil, masia de planta rectangular coberta a dues vessants amb el carener perpendicular a la façana, orientada a ponent i amb un portal rectangular, al damunt del qual hi ha una petita galeria que correspon al nivell del primer pis. La vessant esquerra és més prolongada que la dreta. La casa consta de planta baixa i dos pisos. A l'extrem dret del mur de llevant s'han afegit nous cossos, així com una cabanya. Les parets han estat rebatudes per tal de deixar els carreus vistos. La pedra és rogenca i sense polir, excepte els elements de ressalt. La casa es troba coberta d'heura i envoltada per un jardí. Ha estat restaurada i convertida en casa residencial.

## Història
Antic mas dins el terme de Vilanova de Sau, a la part esquerra de la carretera que mena a l'embassament. Abans era conegut com a mas Pelagats. Fou reformat a principis del segle xix (1804) tal com hi indica la llinda al portal de migdia.